# Kinwalsey
Kinwalsey är en by i civil parish Fillongley, i distriktet North Warwickshire, i grevskapet Warwickshire i England. Byn är belägen 9 km från Coventry. Kinwalsey var en civil parish 1866–1895 när det uppgick i Fillongley. Civil parish hade 15 invånare år 1891.